# HAL Light Combat Helicopter
HAL Light Combat Helicopter – prototypowy demonstrator technologii mających zostać użytych przy budowie docelowego indyjskiego śmigłowca szturmowego.

## Historia

### Geneza

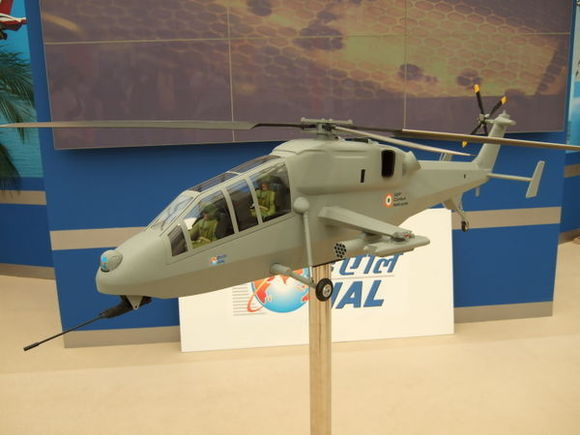
Makieta śmigłowca z 2007 roku

Pierwsze śmigłowce szturmowe pojawiły się w Indiach dopiero w 1984 roku, były to radzieckie Mi-24D. Było ich jednak niewiele, bo zaledwie dwadzieścia egzemplarzy. Łączna liczba Mi-24 w siłach zbrojnych Indii wyniosła 51 śmigłowców. Teren potencjalnego konfliktu na jakie narażone są Indie czyli pogranicze z Pakistanem, tradycyjnym rywalem Hindusów nie sprzyja użyciu śmigłowców. Obszary górskie, duże wysokości, sprawiają, że w takich warunkach gwałtownie maleje moc śmigłowcowych turbin co skutkuje obniżeniem zasięgu maszyn i masy przenoszonego uzbrojenia. Warunki w jakich muszą działać indyjskie śmigłowce zaowocowały zakupem licencji na budowę śmigłowców Aérospatiale SA 315B Lama i Aérospatiale Alouette III, oba typy zostały wybrane właśnie pod kątem ich możliwości operowania w terenie wyżynnym i wysokogórskim. Na bazie śmigłowca SA 315B Indie postanowiły wybudować własną, "wysokogórską" maszynę szturmową. W 1998 roku w powietrze wzbił się śmigłowiec HAL Lancer. Maszyna  uzbrojona była w dwa zasobniki uzbrojenia z karabinem kalibru 12,7 mm każdy i wyrzutnią trzech, niekierowanych pocisków rakietowych kalibru 70 mm. Było jednak jasne, że niewielkie modyfikacje polegające na uzbrojeniu śmigłowca, opancerzenie podłogi, foteli pilotów i oszklenia kabiny (nie całej) nie uczynią z Lancera "rasowego" śmigłowca szturmowego. W lipcu 1984 roku Indie podpisały umowę z niemiecką firmą Messerschmitt-Bölkow-Blohm dotyczącą pomocy w opracowaniu i wybudowaniu lekkiego, wielozadaniowego śmigłowca. Efektem współpracy jest maszyna HAL Dhruv i to na jego bazie zdecydowano się na opracowanie i wdrożenie do produkcji własnego śmigłowca szturmowego. 

### Projekt
W 2001 roku Indie ujawniły program budowy śmigłowca oznaczonego jako Light Attack Helicopter (LAH). Nowa maszyna miała powstać w oparciu o układ napędowy z wirnikiem i belką ogonową śmigłowca HAL Dhruv. Nowy śmigłowiec swoim układem konstrukcyjnym przypomina włoski Agusta A129 Mangusta. Pierwotnie nowa maszyna miała być uzbrojona w nieruchome, dwulufowe działko GSz-23 kalibru 23 mm zamontowane w kadłubie. Zdecydowano się na takie rozwiązanie w celu zmniejszenia masy całego śmigłowca. Jednak w kolejnych projektach analizowano również możliwość zastosowanie działek o kalibrze 30 mm jak i mniejszych, kalibru 20 mm. W 2003 roku zmieniono oznaczenie projektu LAH. Teraz budowany miał być śmigłowiec Light Combat Helicopter (LCH). Zmiana wiązała się z rozszerzeniem zadań jakie miał pełnić nowy aparat. Śmigłowiec miał zwalczać nieprzyjacielskie wozy bojowe, siłę żywą jak również posiadać możliwość prowadzenia rozpoznania, zadań eskortowych, zwalczania stacji radiolokacyjnych, wyrzutni pocisków przeciwlotniczych, celów powietrznych jak również zadań ratowniczych. W maszynie zmieniono oszklenie kabiny zastępując płaskie płyty okienne, opływową owiewką z wypukłymi szybami. Podjęto również decyzję o zamontowaniu ruchomego stanowiska strzeleckiego w przodzie śmigłowca. W efekcie tej decyzji konstruktorzy przeprojektowali podwozie maszyny, która w wersji bez ruchomego karabinu miała z przodu przednią goleń podwozia. Po modyfikacji śmigłowiec otrzymał kółko ogonowe. Z przodu maszyny, tuż pod dziobem zamontowano jednolufowe, kierowane celownikiem nahełmowym, działko M621 kalibru 20 mm w wieżyczce Nexter THL-20. Nad dziobem zainstalowano stabilizowaną głowice z aparaturą optroniczną. Ma ona przenosić kamerę telewizyjną, noktowizyjna (lub termowizyjna) kamera obserwacyjna oraz laserowy dalmierz i podświetlacz celów. Z boku kadłuba po obu jego stronach znalazły się belki do podwieszania uzbrojenia na czterech węzłach. Pierwszy prototyp planowano oblatać w 2003 roku jednak cały program zaczęły trapić poważne opóźnienia. Kolejny terminem dziewiczego lotu miał być październik 2008 roku jednak i w tym przypadki nie dotrzymano ustaleń. Ukończony prototyp pierwsze kołowania rozpoczął 4 lutego 2010 roku. Maszyna otrzymała oznaczenie TD-1, które przysługuje demonstratorom technologii mających być użytych w docelowym śmigłowcu. Pomimo starań inżynierów i szerokiego zastosowania kompozytów w konstrukcji śmigłowca, przekroczono jego masę aż o 25% względem zaplanowanej w projekcie masy (2550 kg). Do wiadomości publicznej nie została podana data pierwszego oderwania się od ziemi prototypu. Za datę oblotu przyjmuje się jego lot w Bengaluru 29 marca 2010 roku. Lot trwał 20 minut a za sterami maszyny siedzieli pułkownicy Unni Pillai i Hari Nair. Zaplanowano wybudowanie łącznie czterech demonstratorów technologii, których masa ma się zbliżyć do pierwotnie zakładanej. Pierwszy z nich, TD-2 został zademonstrowany publicznie w lutym 2011 roku na pokazach Aero India. 12 listopada 2014 roku po raz pierwszy w powietrze wzbił się trzeci z prototypów oznaczony jako TD-3. Za jego sterami siedzieli ponownie Unni Pillai i Hari Nair. W porównaniu do wcześniejszych dwóch maszyn, trzeci śmigłowiec ma inaczej ukształtowane skrzydła nośne, skrócony przód kadłuba dzięki któremu zmniejszono wibracje maszyny, dodane opancerzenie kabiny i zmniejszono jej oszklenie. 1 grudnia 2015 roku w powietrze po raz pierwszy wzbił się prototyp TD-4. Po maszynach serii TD ma zostać wybudowany docelowy prototyp wersji seryjnej. W praktyce oznacza to, że o ile program nadal będzie kontynuowany, pierwsze śmigłowce seryjne mogą wzbić się w powietrze pod koniec drugiej dekady XXI wieku.

## Produkcja seryjna
W listopadzie 2016 roku indyjski rząd zaaprobował uruchomienie wstępnej produkcji seryjnej śmigłowca. 28 sierpnia 2017 roku w zakładach HAL mieszczących się w Bengaluru uroczyście rozpoczęto produkcję seryjną pierwszych piętnastu sztuk śmigłowców. Wielkoseryjna produkcja maszyny ma zostać uruchomiona w nowo budowanych zakładach w Tumkur.

## Konstrukcja
Kałdub jak i belka ogonowa śmigłowca ukształtowane zostały pod kątem zmniejszenia skutecznej powierzchni odbicia radiolokacyjnego. Głowice oraz łopaty wirnika wykonane zostały z kompozytów. Czterołopatowy wirnik główny i czterołopatowe śmigło ogonowe. Kabinę załogi wyposażono w cyfrową aparaturę nawigacyjną i pilotażową. Piloci mają do dyspozycji po dwa wielofunkcyjne ekrany ciekłokrystaliczne, na których wyświetlane są rządne parametry lotu i pracy śmigłowca. Kompozytowo-ceramiczne opancerzenie o masie 100 kg chroni śmigłowiec przed ostrzałem pociskami przeciwpancernymi kalibru 12,7 mm. Podobny poziom ochrony ma zapewnić załodze oszklenie kabiny. Niewielka masa opancerzenie sugeruje jego użycie tylko do ochrony załogi i prawdopodobnie spodu kadłuba. Śmigłowiec napędzany jest dwoma silnikami turbowałowymi Turbomeca TM-333 2C2 Ardiden 1H (ich indyjską, licencyjną wersją oznaczoną jako Shakit) z cyfrowym układem sterowania i kontroli pracy. Wloty powietrza do silników umieszczone są po bokach gondoli silnikowych. Wyloty spalin silnikowych skierowano do góry i do tyłu. Na prototypie TD-1 brak jest systemów rozpraszających spaliny i zmniejszających sygnaturę cieplną śmigłowca. Ich zastosowanie wydaje się być pewne w docelowych maszynach. W celu zmniejszeni poziomu hałasu zastosowano skośne końcówki łopat wirnika. Ma to również umożliwić zwiększenie prędkości maksymalnej maszyny. Trójgoleniowe podwozie, dwie golenie umieszczone po bokach kadłuba tuż za kabiną załogi i długa goleń tylnego koła. Na końcu belki ogonowej zainstalowano klasyczne śmigło ogonowe.

## Uzbrojenie
Śmigłowiec uzbrojony jest we francuskie działko M621 kalibru 20 mm o szybkostrzelności 800 strzałów na minutę. Maszyna przystosowana jest do przenoszenia na czterech zewnętrznych węzłach dwóch belgijskich dwunastoprowadnicowych zasobników-wyrzutni niekierowanych pocisków rakietowych LAU-FZ-231 kalibru 70 mm. Dwóch podwójnych wyrzutni rakiet przeciwlotniczych MBDA Mistral lub analogicznej liczbie rakiet przeciwpancernych Nag. Na początku 2016 roku rozpoczęto próby uzbrojenia śmigłowca.